# Приёмная семья
Приёмная семья́ — в России форма правового устройства детей-сирот и детей, оставшихся без попечения родителей. Осуществляется по возмездному договору между супругами либо одинокими гражданами и российскими органами опеки и попечительства (ООП). Договор о приёмной семье может заключить и родственник ребёнка. Наряду с приёмной семьёй существует вторая форма возмездной опеки и попечительства — патронатное воспитание. После оформления ребёнка в семью родители становятся опекунами и получают ежемесячные выплаты на его содержание.

## Описание
Приёмная семья и патронатное воспитание являются видами возмездной опеки, однако патронатная система встречается гораздо реже — так, в 2015 году 20 707 детей были переданы в приёмные семьи, а под патронат попали только 286 человек.
В приёмную семью передаются дети, оставшиеся без попечения родителей, в том числе родители которых неизвестны, недееспособны по состоянию здоровья или утратили родительские права, а также дети-сироты. Такой ребёнок воспитывается в семье временно и может быть изъят в любой момент по решению ООП для помещения под опеку или усыновление. Приёмные родители получают правовой статус опекунов и ежемесячные выплаты за проживание детей в семье. На 2019 год в России минимальный размер пособий составляет около 17 000 рублей на одного ребёнка без учёта районных коэффициентов. Опекуны или попечители имеют право использовать и управлять движимым и недвижимым имуществом своего подопечного, а приёмный ребёнок не может претендовать на наследство приёмных родителей. Приёмный ребёнок имеет право на связь с биологической семьей и сохраняет полные имущественные права. Количество детей в приёмной семье, включая родных, не должно превышать восьми человек.
Срок помещения ребёнка в приёмную семью зависит от договора и может быть разным. Для определения в семью детей в возрасте 10 лет и старше требуется их согласие. Договор о приёмной семье может заключить и родственник ребёнка. Приёмная семья освобождается от своих обязательств по истечении срока договора или по решению ООП. Договор может быть аннулирован, если приёмные родители имеют уважительные причины для его расторжения, например, болезнь, изменение семейного положения, отсутствие взаимопонимания с ребёнком, наличие конфликтных отношений. ООП, в свою очередь, может отказаться от исполнения договора в случае возникновения в семье неблагоприятных условий для роста ребёнка.
Ребёнок получает такие же льготы, как и дети на безвозмездной опеке, например, внеочередное устройство в дошкольные учреждения, образование, медобслуживание, отдых, проезд. Семью прикрепляют к продуктовым базам и магазинам, снабжающим образовательные учреждения. По достижении 18 лет дети-сироты также получают право на бесплатное получение жилья.
Органы опеки постоянно контролируют проживание детей в семье, несмотря на это, у некоторых родителей возникает феномен «скрытого усыновления» — проявление родительских чувств по отношению к детям, которые находятся у них временно. Это приводит к усложнению отношений между ООП и семьёй, поскольку приёмные родители продолжают получать средства.

## Законодательство
Система приёмной семьи была введена Семейным кодексом России в 1996 году, однако долгое время реализация проекта откладывалась из-за экономических, нравственных и организационных аспектов. Например, у муниципальных образований зачастую отсутствовали деньги на должную подготовку кадров.
С 1995 года деятельность приёмной семьи регулируется статьёй 152 Семейного кодекса 152—155 (глава 21) и Федеральным положением № 48 о попечительстве над детьми-сиротами.
В 2015 году Министерство просвещения рассматривало законопроект о профессиональных приёмных семьях. Согласно предложенной программе, ребёнок, для которого не находятся усыновители, может быть направлен в семьи специально обученных социальных работников. В эту категорию попадают как подростки, так и дети с тяжёлыми заболеваниями.

## Отличие от других форм устройства
Приёмная семья имеет ряд отличительных особенностей от других форм семейного устройства. Ниже приведены сравнительные характеристики приёмной семьи, усыновления и опеки и попечительства:
| Форма устройства                                                                    | Приёмная семья | Усыновление | Опека (до 14 лет) Попечительство (15—18 лет) |
| Статус ребёнка                                                                      | Сохраняется статус оставшегося без попечения родителей | Ребёнок приобретает полные права родного ребёнка, в том числе и наследственные | Ребёнок сохраняет статус оставшегося без попечения родителей                                                                                                   |
| Основные требования к родителям                                                     | Совершеннолетние и дееспособные граждане, которые имеют постоянное место жительства                                                                            | Совершеннолетние и дееспособные граждане, которые имеют постоянное место жительства и уровень дохода выше прожиточного минимума на каждого члена семьи                                                                           | Совершеннолетние и дееспособные граждане, которые имеют постоянное место жительства                                                                            |
| Процедура оформления                                                                | Оформление приёмной семьи осуществляется за счёт договора между ООП и приёмными родителями                                                                     | Решение об усыновлении принимается судом | ООП производят процедуру оформления |
| Контакт с кровной семьёй                                                            | Биологические родители имеют право поддерживать контакт с ребёнком, если это не нарушает его интересы                                                          | Биологические родители не могут поддерживать контакт с ребёнком. Исключением являются семьи, где усыновители сами инициируют подобную коммуникацию                                                                               | Биологические родители имеют право на контакт с ребёнком, если это не нарушает его интересы                                                                    |
| Государственная поддержка                                                           | Выплата ежемесячных пособий на содержание ребёнка | Государство выплачивает единовременное пособие при передаче ребёнка в семью. Также усыновители имеют право на часть выплат, которые полагаются кровным семьям. Например, пособие по беременности и родам или материнский капитал | Государство предоставляет ежемесячные выплаты |
| Возможность ребёнка пользоваться льготами детей, оставшихся без попечения родителей | Сохраняются права на все социальные выплаты и льготы | Ребёнок имеет право на все социальные выплаты, которые полагаются ему из-за смерти биологических родителей | Ребёнок сохраняет все права на социальные льготы |
| Контроль со стороны органов опеки                                                   | В первый год ООП проверяют условия жизни приёмных детей четыре раза в год. Со второго года проверки производятся два раза в год в течение пяти последующих лет | В течение первых трёх лет ООП проводят ежегодную проверку условий жизни ребёнка | В первый год ООП проверяют условия жизни приёмных детей четыре раза в год. Со второго года проверки производятся два раза в год в течение пяти последующих лет |